# Ajatollah

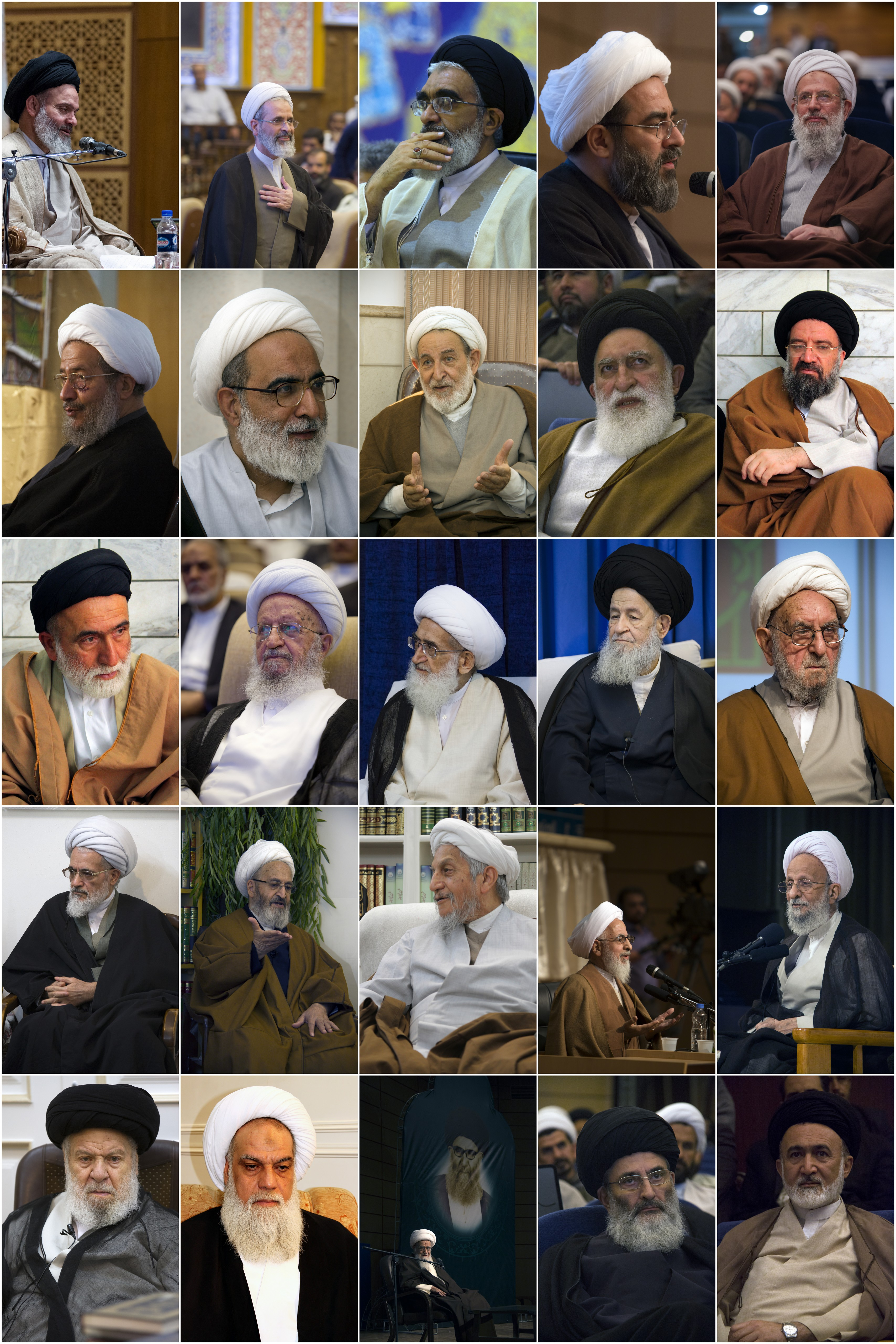

Az ajatollah (eredetileg arabul: ájatu l-Láh, azaz „Isten jele”, perzsás kiejtéssel ájat ol-Láh) a legmagasabb rangú teológusok címe a síita muszlim hierarchiában. A síitáknál az Irak és az Irán vallási iskoláiban tanult, „a hit magyarázatán fáradozó” mudzstahidok legkiválóbbjai hivatottak dönteni a hit és a gyakorlati élet kérdéseiben. Az ajatollah cím legújabban a legkarizmatikusabb, legbefolyásosabb, az egész síita közösség által is elismert mudzstahidoknak jár. 
A legismertebb ajatollah Ruholláh Homeini volt (1902–1989), az iráni sah, Mohammed Reza Pahlavi fő politikai ellenfele, akinek az 1978–79-es forradalom után a rejtett imám legfőbb ideiglenes iráni képviselőjeként minden politikai és vallási kérdésben döntő tekintélye volt.